# Альто-Гуадалентин
Альто-Гуадалентин (исп. Alto Guadalentín) — район (комарка) в Испании, входит в провинцию Мурсия в составе автономного сообщества Мурсия. Занимает площадь 2 067,9 км². Население — 145 099 человек (на 2019 год).

## Муниципалитеты
| Муниципалитет    | Население | Площадь км² | Плотность населения чел./км² |
| ---------------- | --------- | ----------- | ---------------------------- |
| Лорка (город)    | 94404     | 1675        | 53,36                        |
| Агилас           | 35301     | 253,7       | 139,15                       |
| Пуэрто-Лумбрерас | 15394     | 139         | 110,75                       |